# Buka
Pour les articles homonymes, voir Buka (homonymie).
Buka est une ville de Papouasie-Nouvelle-Guinée sur l'île homonyme.
Située sur Buka, il s'agit de la capitale par intérim de la région de Bougainville depuis la guerre civile de Bougainville. La capitale précédente, Arawa, a été entièrement détruite lors des affrontements en 1990. On y parle le hakö.